# استخر (فیلم ۱۹۶۹)
استخر (فرانسوی: La Piscine‎) فیلمی در ژانر درام به کارگردانی ژاک دوره است که در سال ۱۹۶۹ به نمایش درآمد. از بازیگران آن می‌توان به آلن دلون، رومی اشنایدر و جین برکین اشاره کرد.

## چکیده داستان
ژان پل (آلن دلون)، مامور تبلیغات، و ماریان (رومی اشنایدر) که دو سال و نیم است با خوشحالی زندگی می کنند، از زندگی در ویلایی زیبا با استخر شنا برفراز سن-تروپه لذت می برند. اینجا مناسبت صحنه های بسیار زیبا در کنار استخر است.
شادی زندگی آنها با یک تماس تلفنی از هری که خبر آمدنش را به آنها می دهد، بر هم می خورد. هری یک مرد زن باز پیر، بهترین دوست ژان پل، و عاشق سابق ماریان است که در یک شرکت ضبط دیسک کار می کند. او آدم پرمدعاست که سوار یک  ماشین اسپورت خیلی لوکس - مازراتی گیبلی –آمده که دو روز پیش مسیر «پاریس - سن-تروپه» را در ۷ ساعت ۱۵ دقیقه پیموده است. هری با دختر ۱۸ ساله اش پنه لوپ  آمده که یک زن کودک احوال مزاحم است.
ماریان به هری و پنه لوپ پیشنهاد می کند که چند روزی پیش آنها بمانند و ژان پل از این دعوت خیلی خشنود نیست. آنها با ماشین گشتی می زنند اما ژان پل از رابطه نزدیک و عاشقانه نابود شده خودش و ماریان و همچنین از جنبه پرمدعا، ثروتمند و پیر خوش تیپ هری پشیمان می شود.
هری به سن-تروپه می رود. در همین حال، زوج عاشق کمی از حضور پنه لوپ، بیش از حد عاقل و درون گرا خجالت می کشند. هری با یک دسته از دوستان کم و بیش جعلی و انگل مفت خور واقعی برمی گردد. ژان پل این جشن تحمیل شده به آنها را نمی پذیرد. او پس از دیدن رقص پر مهر ماریان با هری به پنه لوپ نزدیک تر می شود که در میهمانی احساس غریبی می کند.
صبح روز بعد هر چهار نفر خود را تنها، مردد و ناراضی می یابند. ماریان نگران رابطه تازه شکفته ژان پل و پنه لوپ است. ماریان با ماشین با هری آنحا را ترک می کند که باعث اندک حسادت ژان پل می شود. در حالی که آنها تنها هستند، پنه لوپ به ژان پل می گوید که پدرش این اواخر به زندگی او ورود کرده، بر او تسلط پیدا کرده همه جا او را، یعنی دخترش را، به جای معشوقه اش جا می زند تا جوان تر به نظر رسد. او حرفهای بد زیادی در این باره می گوید، به ویژه اینکه هری گفته ماریان را به ژان پل واگذار کرده، اما هر وقت تصمیم بگیرد  می تواند او را پس بگیرد چون او ژان پل را وامانده بی دست و پا می داند...

## بازیگران
- رومی اشنایدر در نقش ماریان
- آلن دلون در نقش ژان پل
- موریس رونه در نقش هری لانیه
- جین برکین در نقش پنه لوپ لانیه
- پل کروچه در نقش بازرس له وک